# Overijssel
Overijssel (uitspraakⓘ; Nedersaksisch: Oaveriessel) is een provincie in het oosten van Nederland. De rivier de IJssel vormt in het zuidwesten grotendeels de natuurlijke grens met Gelderland. Overijssel grenst in het noorden aan Drenthe, in het noordoosten aan Nedersaksen, in het zuidoosten aan Noordrijn-Westfalen, in het zuiden en zuidwesten aan de provincie Gelderland, in het uiterste westen aan Flevoland en in het noordwesten aan Friesland. De stad met de meeste inwoners is Enschede. De hoofdstad van Overijssel is Zwolle. De dialecten die in deze provincie worden gesproken, vallen onder het Nedersaksisch.

## Geografie
De provincie bestaat uit een met riviertjes en beken doorsneden zandgrondgebied, behalve in het noordwesten, waar polders en meertjes overheersen. Overijssel bestaat uit drie landstreken: Land van Vollenhove, Salland en Twente.
Het noordwestelijke deel van de provincie ligt deels onder het NAP terwijl verder naar het oosten hoger gelegen heuvels liggen met als hoogste punt de Tankenberg op 85 meter boven NAP.
Er liggen twee nationale parken in de provincie: Nationaal Park Weerribben-Wieden in de Kop van Overijssel en Nationaal Park Sallandse Heuvelrug op de grens van Salland en Twente.
In Overijssel liggen onder andere de volgende grotere steden: Almelo, Deventer, Enschede, Hengelo, Kampen, Oldenzaal en Zwolle.
Overijssel wordt gekenmerkt door een sterke concentratie van Hanzesteden. Zwolle, Kampen, Hasselt, Deventer, Ommen en Oldenzaal worden als Hanzestad vernoemd in het Hanzeverbond. 
Belangrijke rivieren: IJssel, Zwarte Water, Overijsselse Vecht, Dinkel, Regge en Reest.
Belangrijke kanalen: Twentekanaal (Zutphen-Enschede en zijtak naar Almelo), Overijssels Kanaal, Kanaal Almelo-De Haandrik, Kanaal Almelo-Nordhorn (buiten gebruik) en de Dedemsvaart (grotendeels gedempt).

## Geschiedenis
In 1528 werd de naam Overijssel voor het eerst gebruikt voor het gebied van de huidige provincie Overijssel. Voor die tijd sprak men van Oversticht, dat echter al in 1233 in het Latijn met Transysla/Transisalania (letterlijk: Over-IJssel) werd aangeduid. Dit gebied werd bestuurd door de bisschop van Utrecht.
Het Oversticht bestond uit het land van Vollenhove, Salland, Twente en Drenthe. Verscheidene plaatsen verwierven in de middeleeuwen stadsrechten: Almelo, Delden, Deventer, Diepenheim, Enschede, Genemuiden, Goor, Grafhorst, Gramsbergen, Hardenberg, Hasselt, Kampen, Oldenzaal, Ommen, Ootmarsum, Rijssen, Steenwijk, Vollenhove, Wilsum en Zwolle.
De bisschop van Utrecht stond in 1528 het Sticht (Utrecht) en het Oversticht af aan keizer Karel V. De keizer werd, naast keizer, ook heer van Overijssel. Zo kwam de naam heerlijkheid Overijssel in gebruik.

De staten van Overijssel werden gevormd door de Hanzesteden Deventer, Kampen en Zwolle en de ridderschappen van Salland, Twente en Vollenhove.
Het gewest, dat sinds de opstand tegen Filips II deel uitmaakte van de Republiek der Zeven Verenigde Nederlanden, werd bestuurd door de burgemeesters van de grote steden en de
leden van de ridderschappen. De stadhouders kregen meer macht na de korte bezetting (1672-1674) door de bisschop van Münster. Bij de oprichting van de Bataafse Republiek in 1795 werd Overijssel samen met delen van Gelderland, Drenthe en Friesland het Departement van de Oude IJssel. De oude provinciegrenzen werden in 1801 na de oprichting van het Bataafs Gemenebest hersteld.

## Volkslied van Overijssel
In 1951 schreef Jh. Polman het Overijssels volkslied. Het is getiteld Aan de rand van Hollands gouwen. Niet veel inwoners kennen het omdat ze meer waarde hechten aan de streekvolksliederen, zoals die van Twente of Salland.

## Politiek
De Provinciale Staten, het algemeen bestuur van de provincie, bestaan uit 47 leden die om de vier jaar worden gekozen. Tot aan de Statenverkiezingen van maart 2007 telde Overijssel 63 Statenleden. Een wijziging van de Provinciewet leidde ertoe dat het aantal Statenleden werd verlaagd naar de huidige 47.

## Gemeenten
Overijssel telt 25 gemeenten. Tot 1 januari 2001 waren dit er nog 44, maar nadat een gemeentelijke herindeling van kracht werd, daalde het aantal naar 26. Op 1 januari 2005 werden de gemeenten Deventer en Bathmen samengevoegd (onder de naam Deventer), waardoor het aantal gemeenten daalde naar 25. In 1850 bedroeg het aantal gemeenten nog 62 en in 1900 61.
| - Almelo - Borne - Dalfsen - Deventer - Dinkelland - Enschede - Haaksbergen - Hardenberg - Hellendoorn - Hengelo - Hof van Twente - Kampen - Losser | - Oldenzaal - Olst-Wijhe - Ommen - Raalte - Rijssen-Holten - Staphorst - Steenwijkerland - Tubbergen - Twenterand - Wierden - Zwartewaterland - Zwolle | Overzicht van de gemeenten (2016) |

### Naar oppervlakte en inwoneraantal
| Gemeente        | Oppervlakte | Land   | Water | Inwoners | Bevolkingsdichtheid |
| --------------- | ----------- | ------ | ----- | -------- | ------------------- |
| Almelo          | 69,41       | 67,31  | 2,1   | 74.317   | 1.044               |
| Borne           | 26,16       | 26,00  | 0,16  | 24.639   | 871                 |
| Dalfsen         | 166,52      | 165,1  | 1,4   | 29.683   | 169                 |
| Deventer        | 134,33      | 131,25 | 3,08  | 103.405  | 739                 |
| Dinkelland      | 176,83      | 175,78 | 1,03  | 26.739   | 148                 |
| Enschede        | 142,75      | 141,09 | 1,66  | 161.738  | 1.096               |
| Haaksbergen     | 105,48      | 104,95 | 0,56  | 24.359   | 232                 |
| Hardenberg      | 317,24      | 312,87 | 4,37  | 62.932   | 186                 |
| Hellendoorn     | 139,03      | 138,15 | 0,88  | 36.264   | 261                 |
| Hengelo         | 61,78       | 61,06  | 0,72  | 83.058   | 1.334               |
| Hof van Twente  | 215,44      | 213,18 | 2,26  | 35.446   | 165                 |
| Kampen          | 161,84      | 141,34 | 20,50 | 56.177   | 349                 |
| Losser          | 99,64       | 98,95  | 0,69  | 23.376   | 227                 |
| Oldenzaal       | 21,98       | 21,59  | 0,39  | 31.794   | 1.466               |
| Olst-Wijhe      | 118,38      | 114,16 | 4,22  | 18.835   | 152                 |
| Ommen           | 181,98      | 179,99 | 1,99  | 19.031   | 96                  |
| Raalte          | 172,31      | 171,28 | 1,03  | 38.364   | 218                 |
| Rijssen-Holten  | 97,40       | 94,18  | 0,22  | 38.675   | 388                 |
| Staphorst       | 135,70      | 134,29 | 1,41  | 17.739   | 118                 |
| Steenwijkerland | 321,69      | 291,12 | 30,57 | 45.472   | 148                 |
| Tubbergen       | 147,40      | 146,98 | 0,42  | 21.397   | 141                 |
| Twenterand      | 108,17      | 106,31 | 1,86  | 34.073   | 315                 |
| Wierden         | 95,24       | 94,68  | 0,56  | 24.931   | 247                 |
| Zwartewaterland | 87,91       | 82,76  | 5,15  | 23.448   | 265                 |
| Zwolle          | 119,28      | 112,11 | 8,17  | 133.141  | 1.045               |

### Grootste steden van Overijssel
Gebaseerd op de inwoneraantallen van 1 januari 2021:
1. Enschede 159.732
2. Zwolle 129.840
3. Deventer 81.582
4. Hengelo 81.049
5. Almelo 69.615
6. Kampen 37.595
7. Oldenzaal 31.492
8. Rijssen 28.815
9. Nijverdal 24.779
10. Haaksbergen 24.229
11. Borne 21.738
12. Raalte 19.880
13. Hardenberg 19.675
14. Steenwijk 17.140
15. Glanerbrug 16.790
16. Wierden 15.085
17. Dalfsen 14.860
18. Vriezenveen 13.832
19. Losser 13.405
20. Ommen 12.835
21. Dedemsvaart 12.828
22. IJsselmuiden 12.443
23. Goor 12.155
24. Staphorst 10.657
25. Genemuiden 10.370
26. Denekamp 10.195

## Demografie

Bevolkingspiramide

Op 1 januari 2021 telde de provincie Overijssel 1.166.533 inwoners. Een groei van ruim 900.000 inwoners sinds 1850 toen Overijssel nog ongeveer 216.000 inwoners kende. Dit steeg naar 336.000 in 1900 en verder naar 670.000 in 1950. Het heerlijkheid Overijssel telde in 1795 135.060 zielen op ruwweg hetzelfde oppervlakte als de hedendaagse provincie Overijssel. De bevolkingsgroei tussen 1850 en 1999 bedroeg jaarlijks 1,1%, hetzelfde groeipercentage als het gemiddelde van Nederland in die periode. Tussen 1925 en 1974 was de groei iets sneller dan het gemiddelde van Nederland, tussen 1875-1899 en 1975-1999 iets langzamer.
Overijssel kende een bevolkingsdichtheid van 351 inwoners per vierkante kilometer in 2021. In 1850 bedroeg dit nog 65 inwoners per vierkante kilometer. Overijssel behoort hiermee tot de middenmoot qua bevolkingsdichtheid maar ligt onder het gemiddelde van Nederland (519 inwoners per vierkante kilometer). 
Overijssel had een geboortecijfer van 9,5‰ in 2020. Per 1000 inwoners waren er dus 9,5 geboortes. In 1988 bedroeg het geboortecijfer 13,1 per 1000 inwoners. Dit steeg vervolgens licht met tijdelijke onderbrekingen naar 13,8 in 2000. Sindsdien is het geboortecijfer gedaald naar 9,5 in 2020. In absolute termen steeg het aantal geboortes van 13.243 in 1988 naar 14.924 in 2000 om vervolgens te dalen naar 11.099 in 2020. Het geboorteoverschot was gedurende deze hele periode positief op het jaar 2020 na (-0,4‰). Het vruchtbaarheidscijfer bedroeg 1,69 in 1988 en steeg naar 1,96 in 2003. Na 2010 is het kindertal gedaald naar 1,65 in 2020. Het sterftecijfer schommelt sinds 1995 tussen de 8,0 en 9,1‰. In 2020 bedroeg het sterftecijfer 9,9‰ door de coronacrisis. De gemeente met het hoogste kindertal in 2020 was Staphorst met 2,66 kinderen per vrouw. De gemeente met het laagste aantal kinderen per vrouw was Oldenzaal met 1,42.
In 2021 had 16,1% van de bevolking een migratieachtergrond. 7,2% had een westerse migratieachtergrond en 8,9% een niet-westerse migratieachtergrond. In 1996 had 11,9% van de bevolking een migratieachtergrond. De gemeente met het laagste percentage mensen met een migratieachtergrond was de gemeente Staphorst met 4,8%. De gemeente met het hoogste percentage mensen met een migratieachtergrond was de gemeente Enschede met 30,6%

## Transport

### Wegverkeer
Overijssel is een belangrijke doorvoerprovincie van en naar Duitsland en Noordoost-Nederland. De belangrijkste hoofdwegen zijn de A1, A28 en A35/N35. Andere belangrijke rijkswegen zijn de N18, A32, N36, N48 en N50. Daarnaast beheert de provincie een groot aantal provinciale wegen van groot en minder groot belang.
- De A1 komt bij Deventer de provincie binnen en loopt via Hengelo en Oldenzaal naar de Duitse grens, waar hij aansluit op de Duitse A30. De A1 is een belangrijke achterlandverbinding met veel vrachtverkeer. Tussen Knooppunt Beekbergen en Deventer wordt de weg verbreed naar 2x4 rijstroken en tussen Deventer en Knooppunt Azelo is in 2021 de verbreding naar 2x3 rijstroken opgeleverd.

- De N18 vormt een verbinding tussen Enschede en de Achterhoek. De weg is in 2018 nieuw geopend tussen Enschede en Groenlo als autoweg.

- De A28 loopt voor ongeveer 20 kilometer in de provincie, maar is wel de drukste weg in Overijssel, met 130.000 voertuigen dagelijks over de IJsselbrug. De A28 was zeer filegevoelig, echter in 2010/2011 is de A28 vanaf knooppunt Hattemerbroek tot aan knooppunt Lankhorst (excl. tracé door Zwolle) verbreed van 2x2 naar 2x3 rijstroken.

- De A32 loopt van Meppel tot Leeuwarden, wel loopt deze rijksweg voor een gedeelte door de Kop van Overijssel langs o.a Steenwijk. De A32 komt bij Staphorst samen met de A28. De A32 is een belangrijke verkeersader voor het noordwesten van de provincie.

- De N35 is de belangrijkste transportas door Midden-Overijssel. De weg loopt vanaf de A28 in Zwolle via Raalte en Nijverdal naar Wierden, waar de weg overgaat in de A35 langs Almelo en Hengelo naar Enschede. Vanaf Enschede gaat de weg weer over in de N35 naar de Duitse grens. De N35 is de belangrijkste verbinding tussen de Twentse steden en het Ruhrgebied en Münster.

- De N36 tussen Almelo en Ommen en de N48 tussen Ommen en Hoogeveen vormen samen voor een verbinding tussen Twente en Groningen en tussen Zwolle en Hardenberg. Beide wegen zijn autowegen met twee rijstroken.

- De N50 is een belangrijke verbinding vanuit Zwolle naar Kampen en verder naar Flevoland en Friesland.

### Scheepvaart
De belangrijkste rivier is de IJssel, die grotendeels de grens vormt met Gelderland. Hier vindt veel scheepvaartverkeer plaats. Een andere bevaarbare rivier is het Zwarte Water tussen Zwolle en Genemuiden. Verder zijn er drie belangrijke kanalen;
- De Twentekanalen, van Zutphen in Gelderland via Hengelo naar Enschede en een zijkanaal naar Almelo.
- het Kanaal Almelo-De Haandrik; een kanaal in Oost-Overijssel, met name tussen Hardenberg en Almelo en verder naar Coevorden in Drente.
- het Zwolle-IJsselkanaal; een kort kanaal tussen het Zwarte Water en de IJssel.

Verder zijn er nog enkele kanalen zoals het  Overijssels Kanaal, Kanaal Almelo-Nordhorn en de Soestwetering, maar deze hebben geen transportfunctie (meer).

### Treinverkeer
Vier intercityverbindingen (Enschede - Randstad, Zwolle - Roosendaal en Groningen/Leeuwarden - Amersfoort - Randstad en Groningen/Leeuwarden - Lelystad - Randstad) lopen door Overijssel. Station Zwolle heeft een  knooppuntfunctie. De stations van Almelo, Deventer en Hengelo hebben een overstapfunctie. De stations van Hengelo, Enschede en Oldenzaal hebben een directe verbinding met Duitsland. De internationale intercity naar Berlijn stopt in Deventer en Hengelo. Op veel lijnen vindt goederenverkeer plaats naar Duitsland en naar het noorden van Nederland.
In Overijssel liggen de volgende spoorlijnen:
- Spoorlijn Utrecht - Kampen: (Utrecht -) Zwolle - Kampen
- Spoorlijn Arnhem - Leeuwarden: (Arnhem -) Deventer - Zwolle - Steenwijk (- Leeuwarden)
- Spoorlijn Zutphen - Glanerbrug: (Zutphen -) Goor - Hengelo - Enschede (- Gronau (D))
- Spoorlijn Lelystad - Zwolle: (Lelystad -) Kampen Zuid - Zwolle
- Spoorlijn Zwolle - Stadskanaal: Zwolle - Hardenberg (- Emmen)
- Spoorlijn Zwolle - Almelo: Zwolle - Wierden - Almelo
- Spoorlijn Mariënberg - Almelo: Mariënberg - Almelo
- Spoorlijn Almelo - Salzbergen: Almelo - Hengelo - Oldenzaal (- Salzbergen (D))
- Spoorlijn Apeldoorn - Deventer: (Apeldoorn -) Deventer

### Vliegverkeer
Overijssel kende tot 2008 een luchthaven: Enschede Airport Twente die gebruikmaakte van de faciliteiten die de vliegbasis Twenthe bood. Sinds de sluiting van de vliegbasis door Defensie zijn meerdere initiatieven geweest om het vliegveld weer te openen. In april 2017 resulteerde dit in de heropening van het vliegveld voor recreatief en klein zakelijk luchtverkeer.

### Oeververbindingen
Vanwege de ligging aan de IJssel kent Overijssel een aantal grote bruggen. De belangrijkste is de IJsselbrug bij Zwolle, maar ook de IJsselbrug bij Deventer is belangrijk. Dit zijn tevens de drukste wegen in de provincie. Bij Kampen gaat de N50 over de IJssel. Verder kent Kampen nog twee bruggen over de IJssel. Andere bruggen over de IJssel zijn bij Zwolle de Oude IJsselbrug en de spoorbrug over de IJssel, en bij Deventer een spoor- en verkeersbrug. De rivier de IJssel kan naast deze bruggen ook op een aantal plekken overgestoken worden door middel van een aantal veerponten.

## Trivia
- In de voormalige westelijke kolonie Berbice bestond een koffieplantage genaamd 'Overijssel'.[9]

## Afbeeldingen

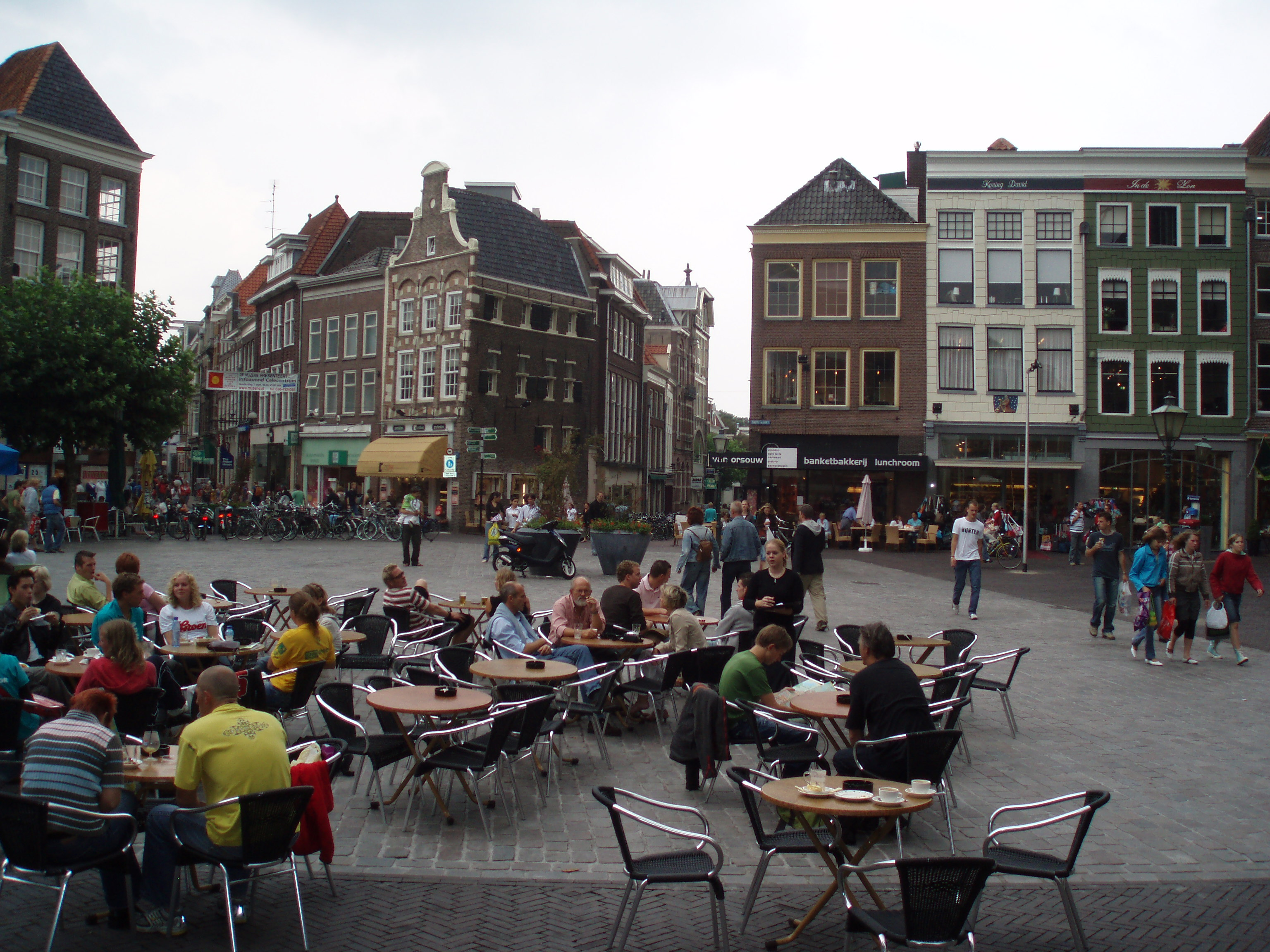
De Grote Markt in Zwolle, de provinciehoofdstad
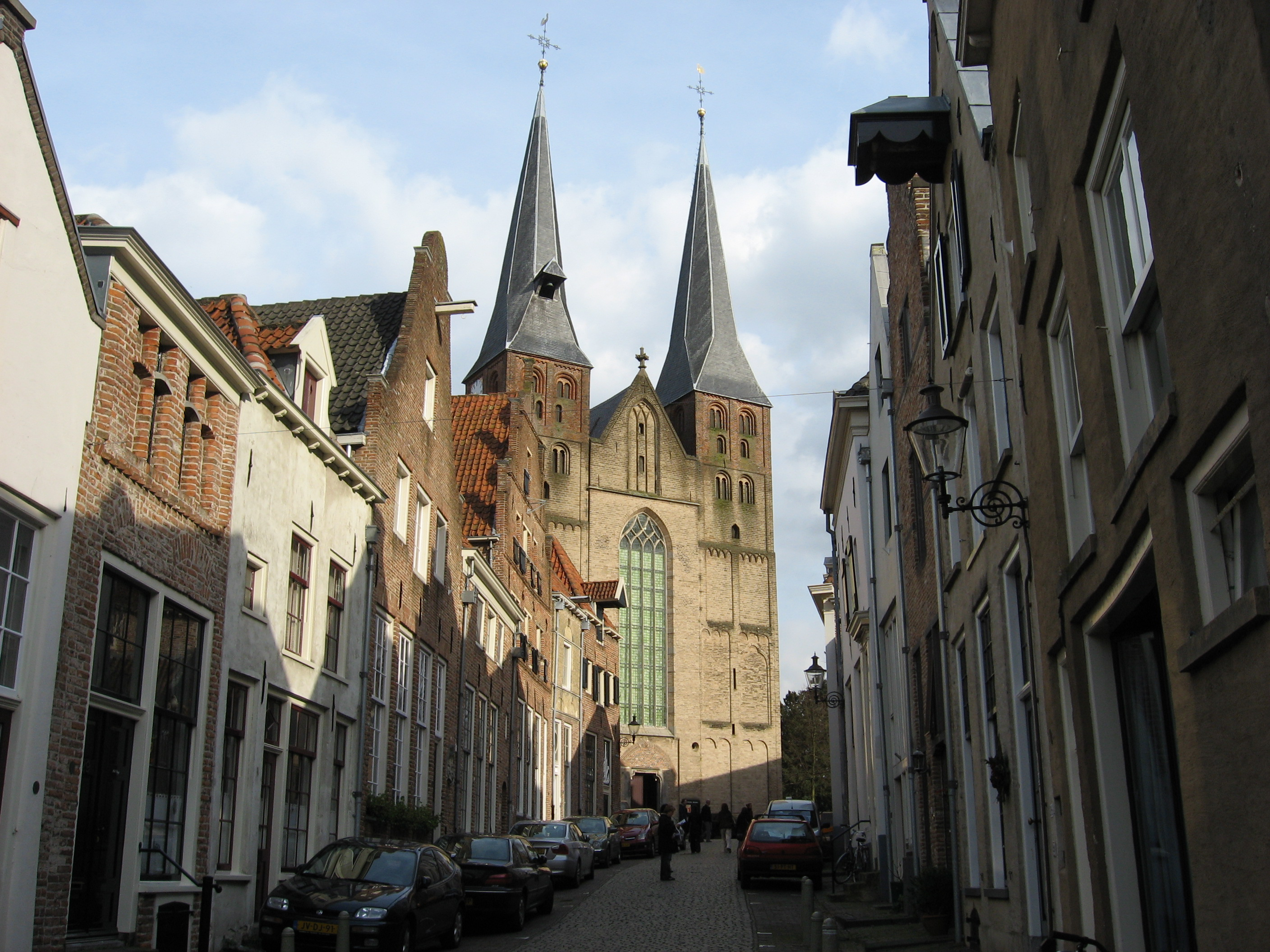
Deventer: de Bergkerk vanuit de Bergstraat
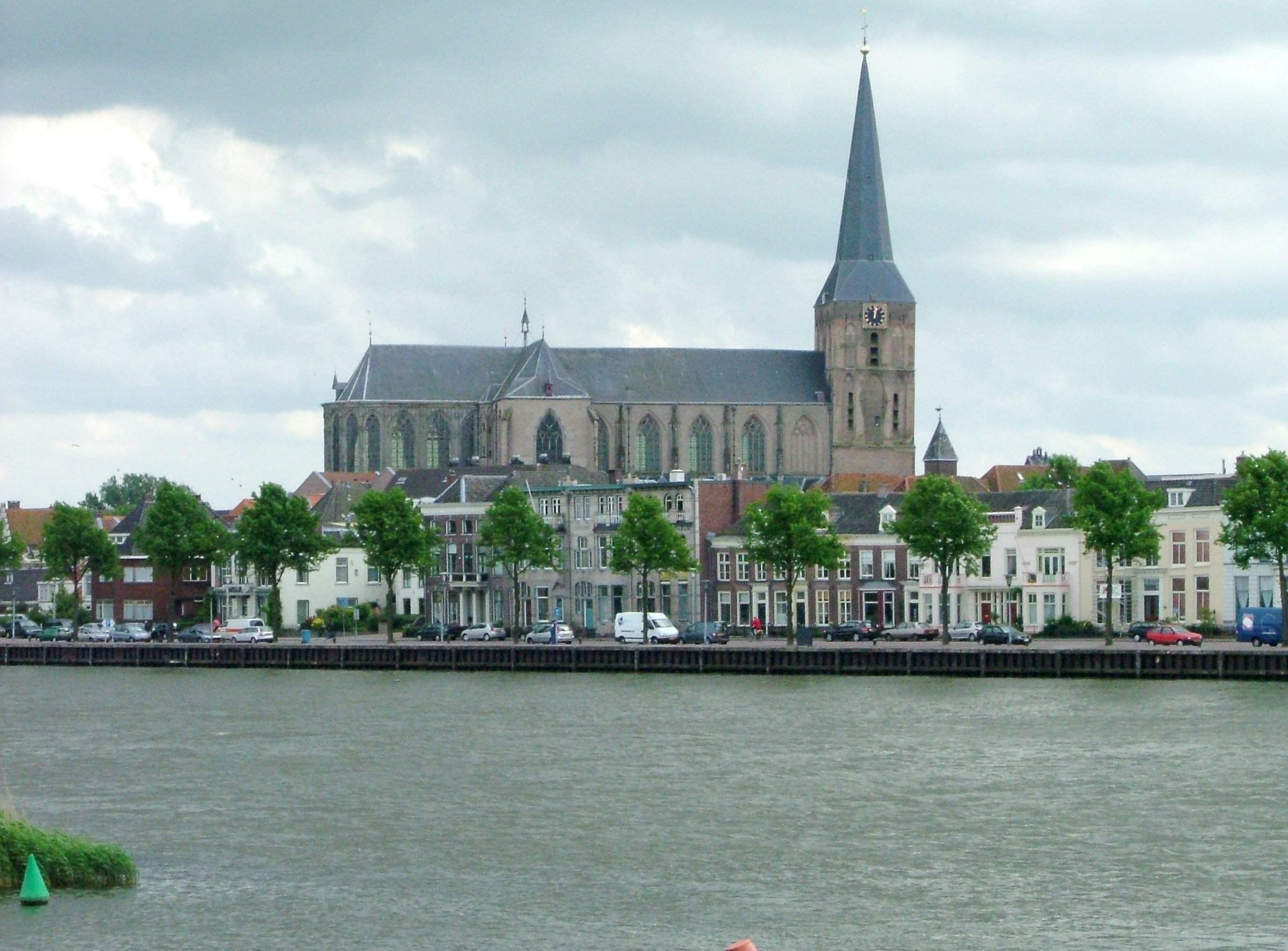
Kampen: Zicht op de Bovenkerk en de IJsselkade
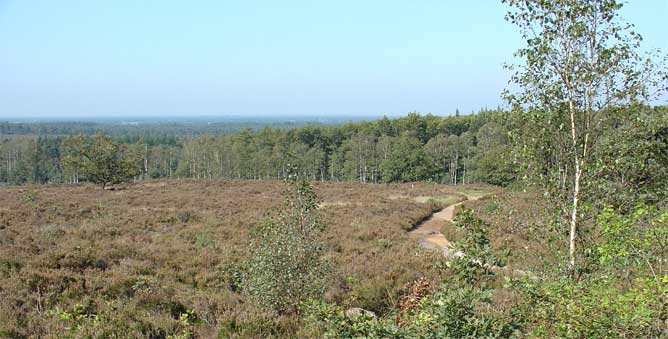
De Sallandse Heuvelrug nabij Nijverdal
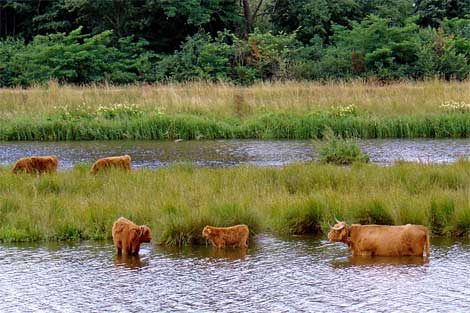
De Vecht nabij Hardenberg
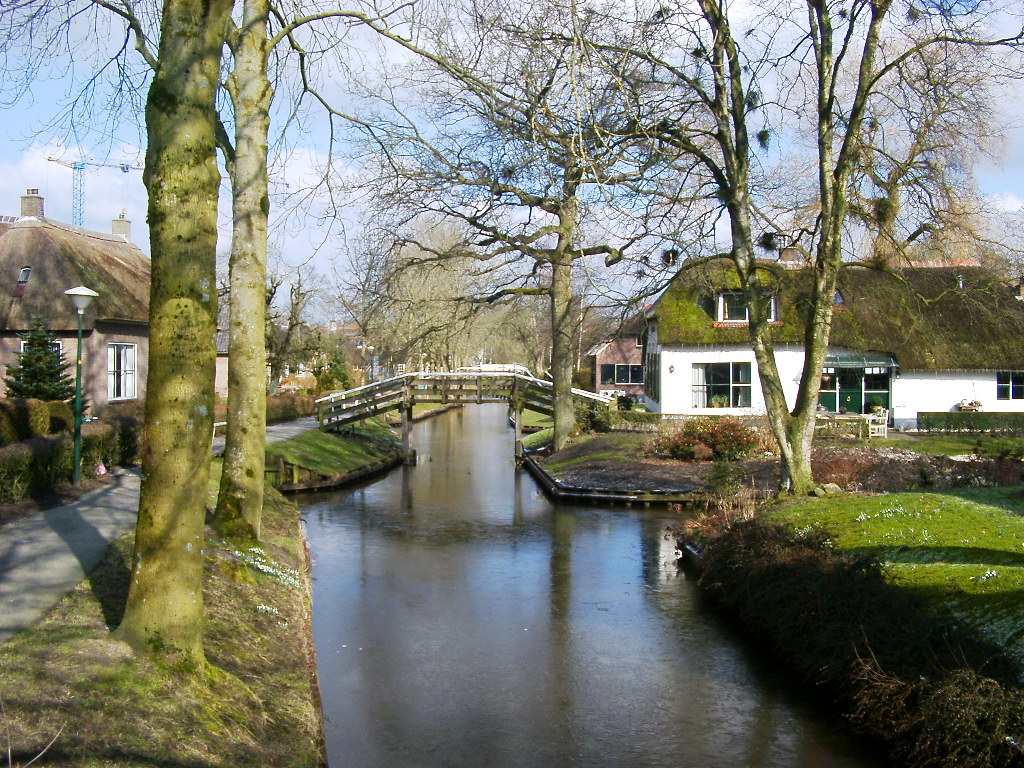
Een kanaal in Giethoorn
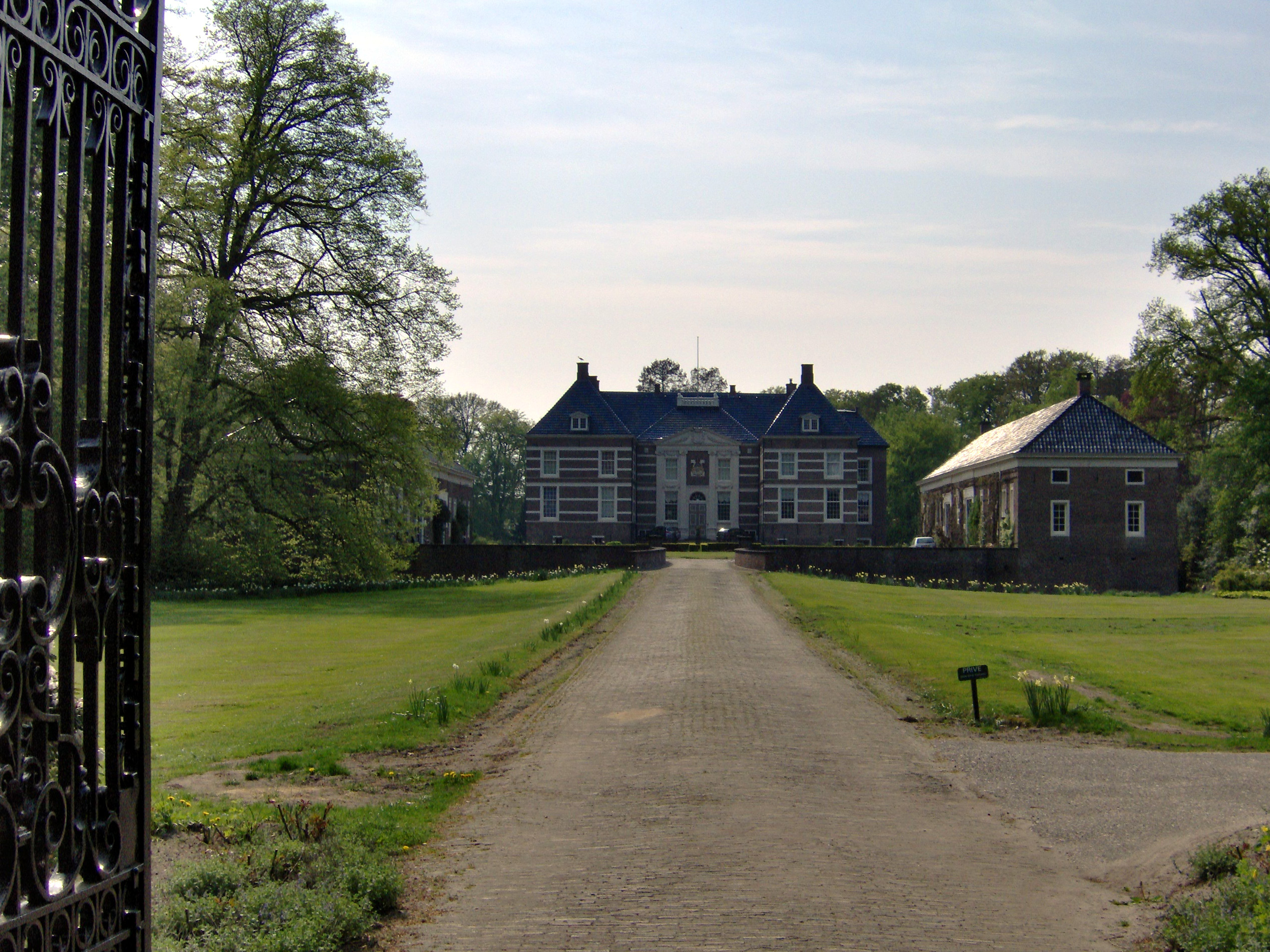
Huis Almelo
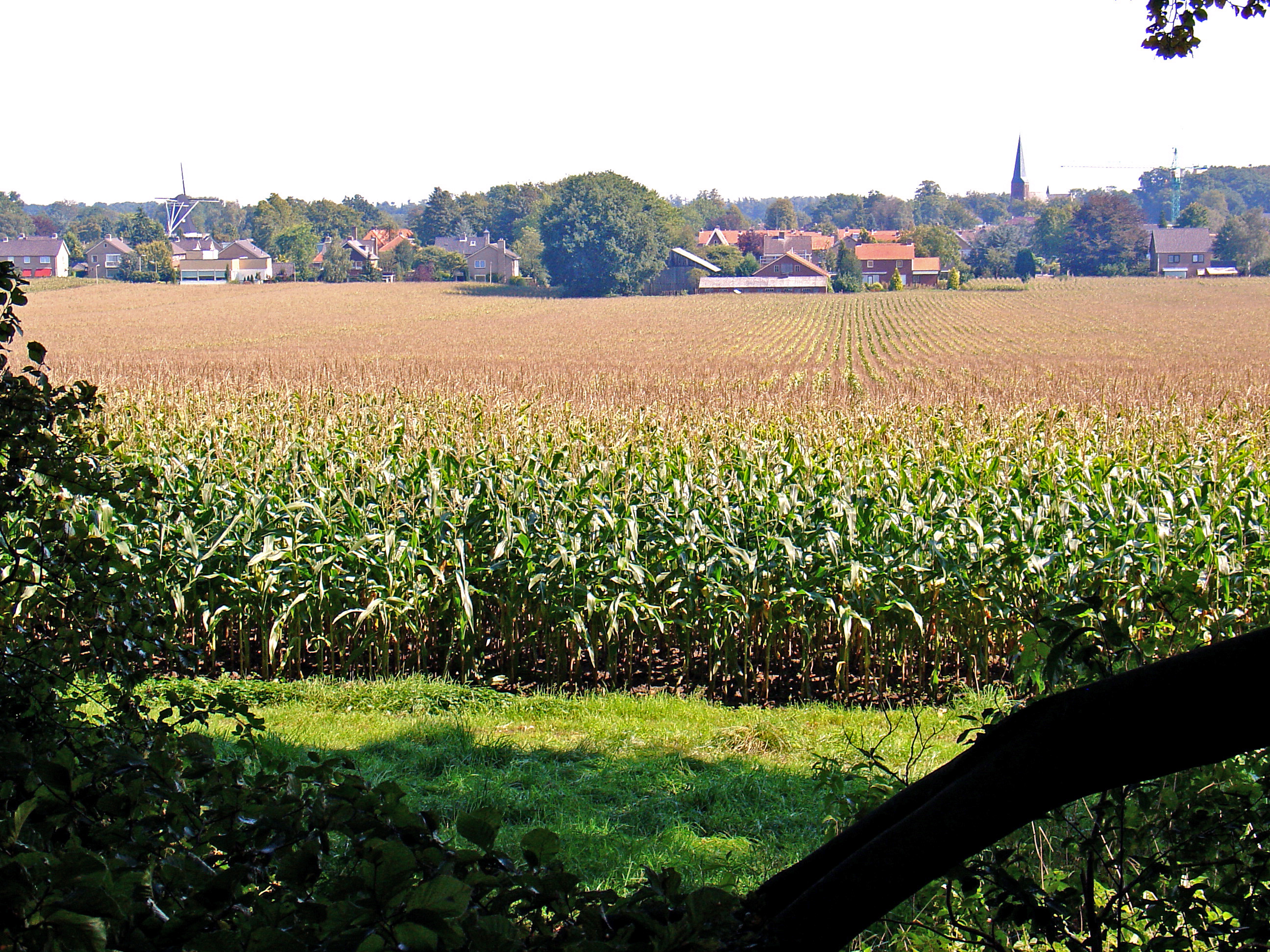
Zicht op het dorp Hellendoorn
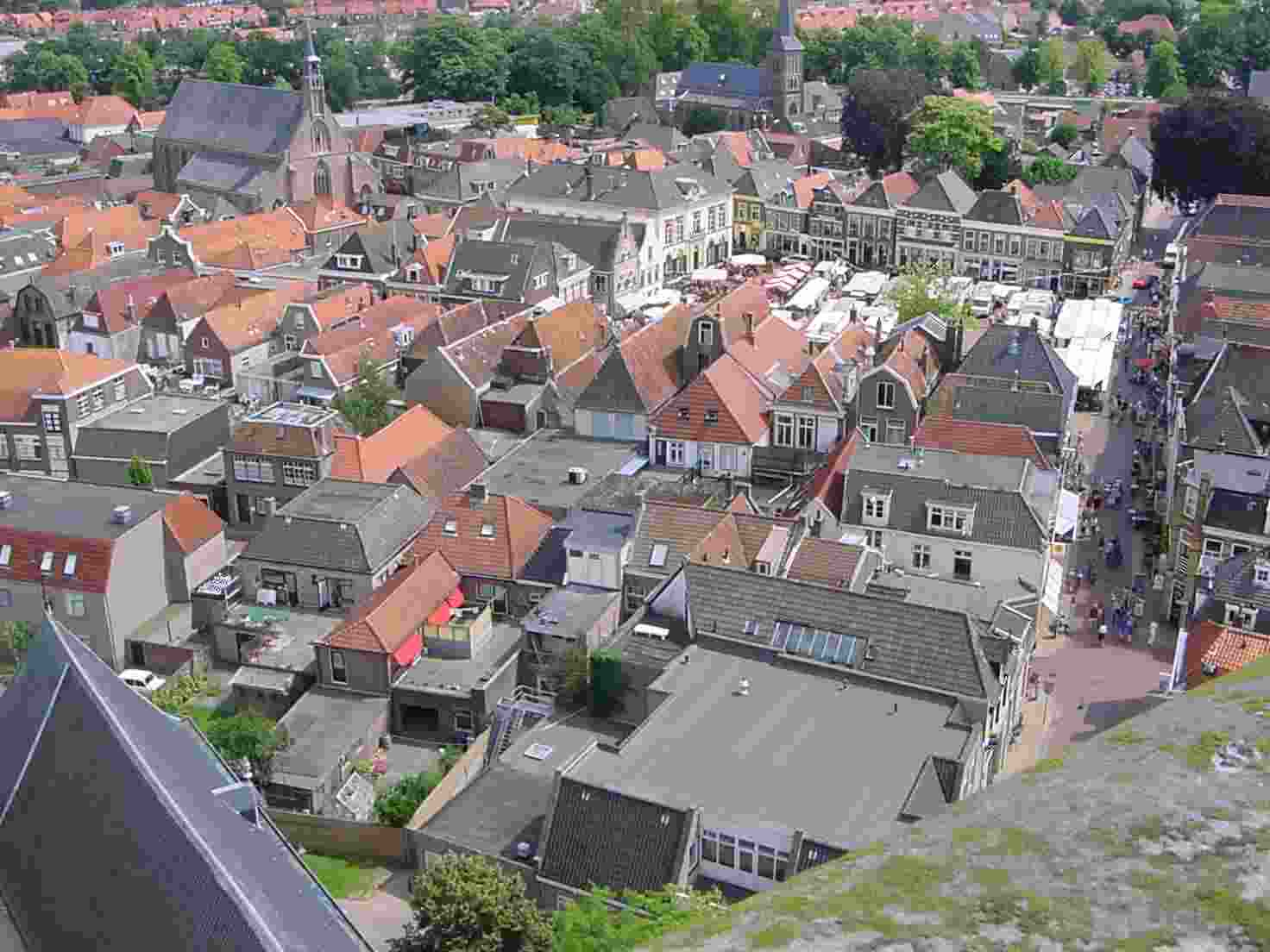
Zicht op het centrum van Steenwijk, vanaf de Sint-Clemenstoren
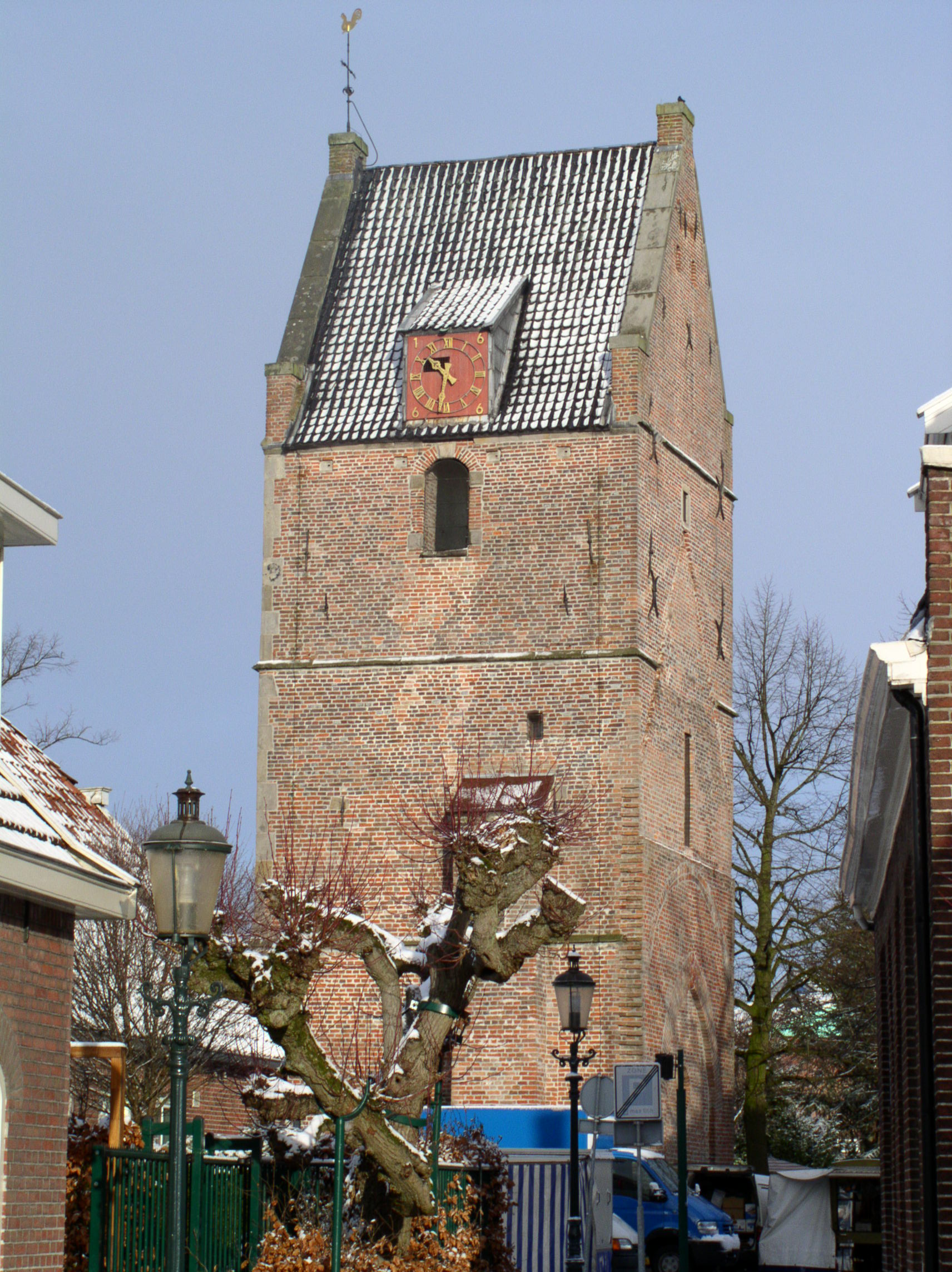
De Martinustoren in Losser
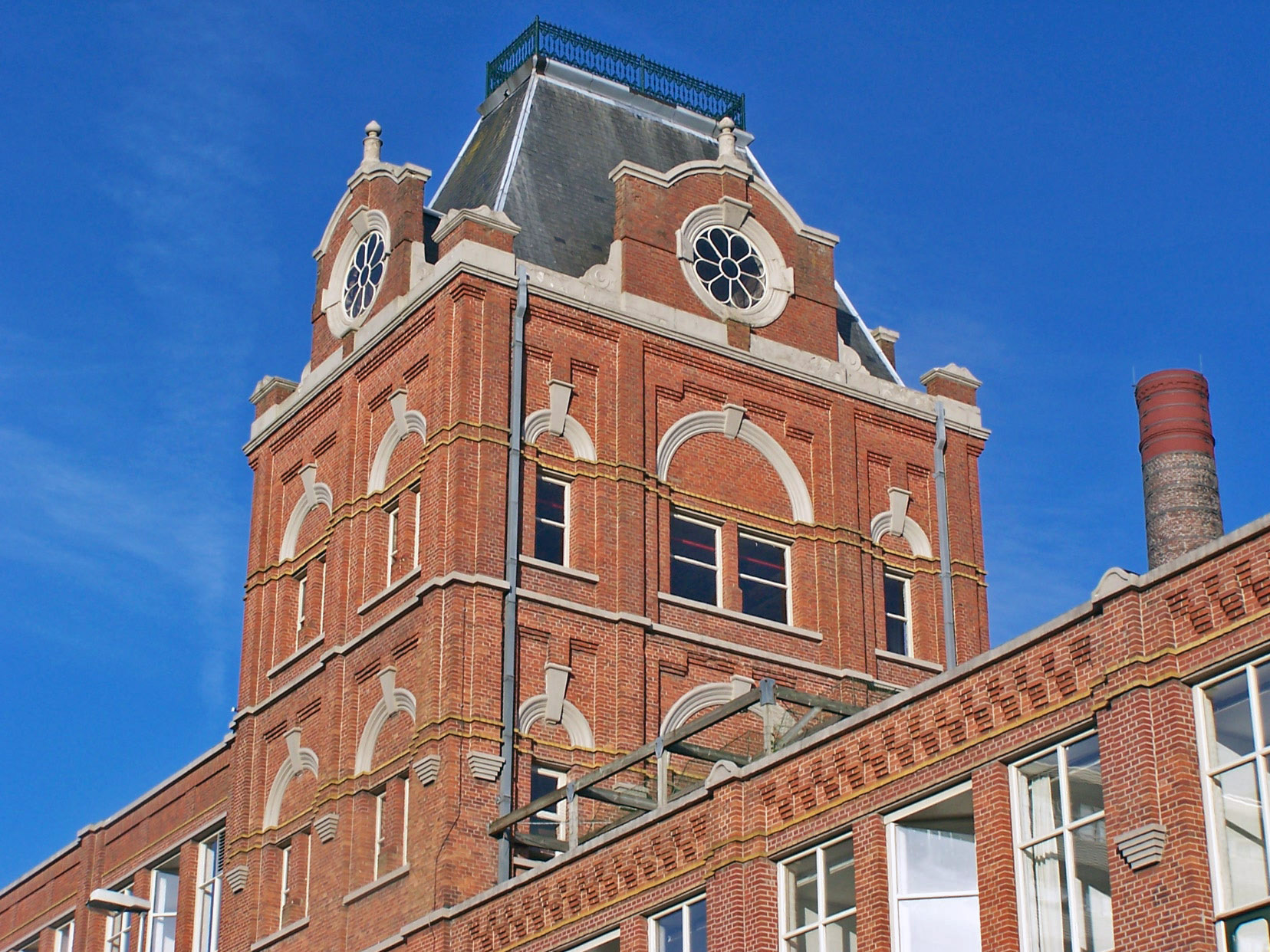
Enschede: De watertoren van Jannink uit 1900
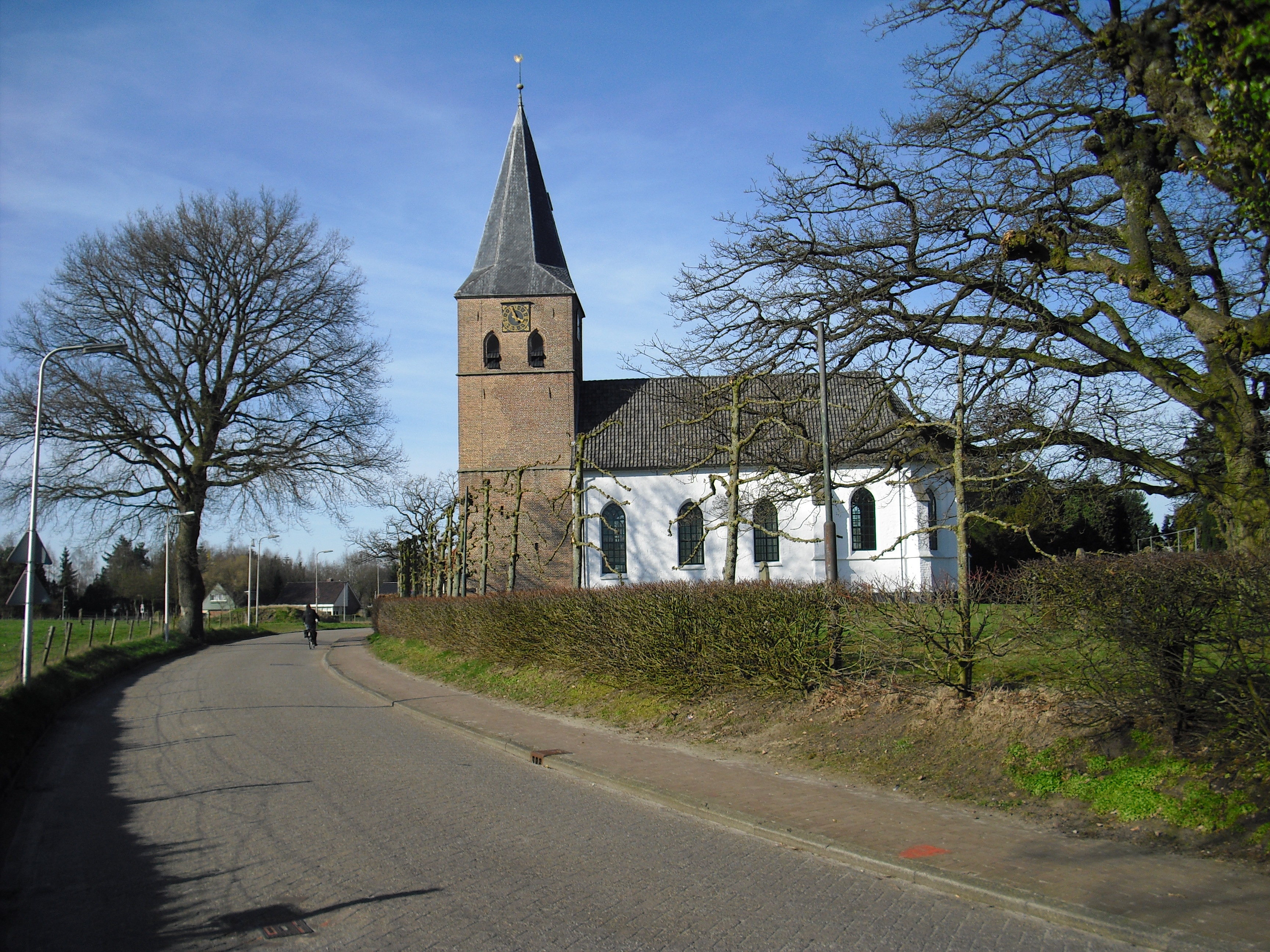
Heemse: De Sint-Lambertuskerk uit de 13e eeuw
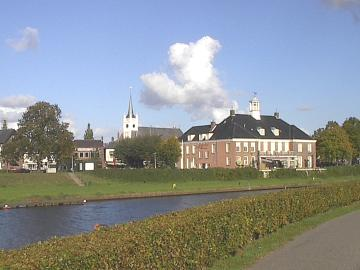
Ommen gezien vanaf de linkeroever van de Overijsselse Vecht
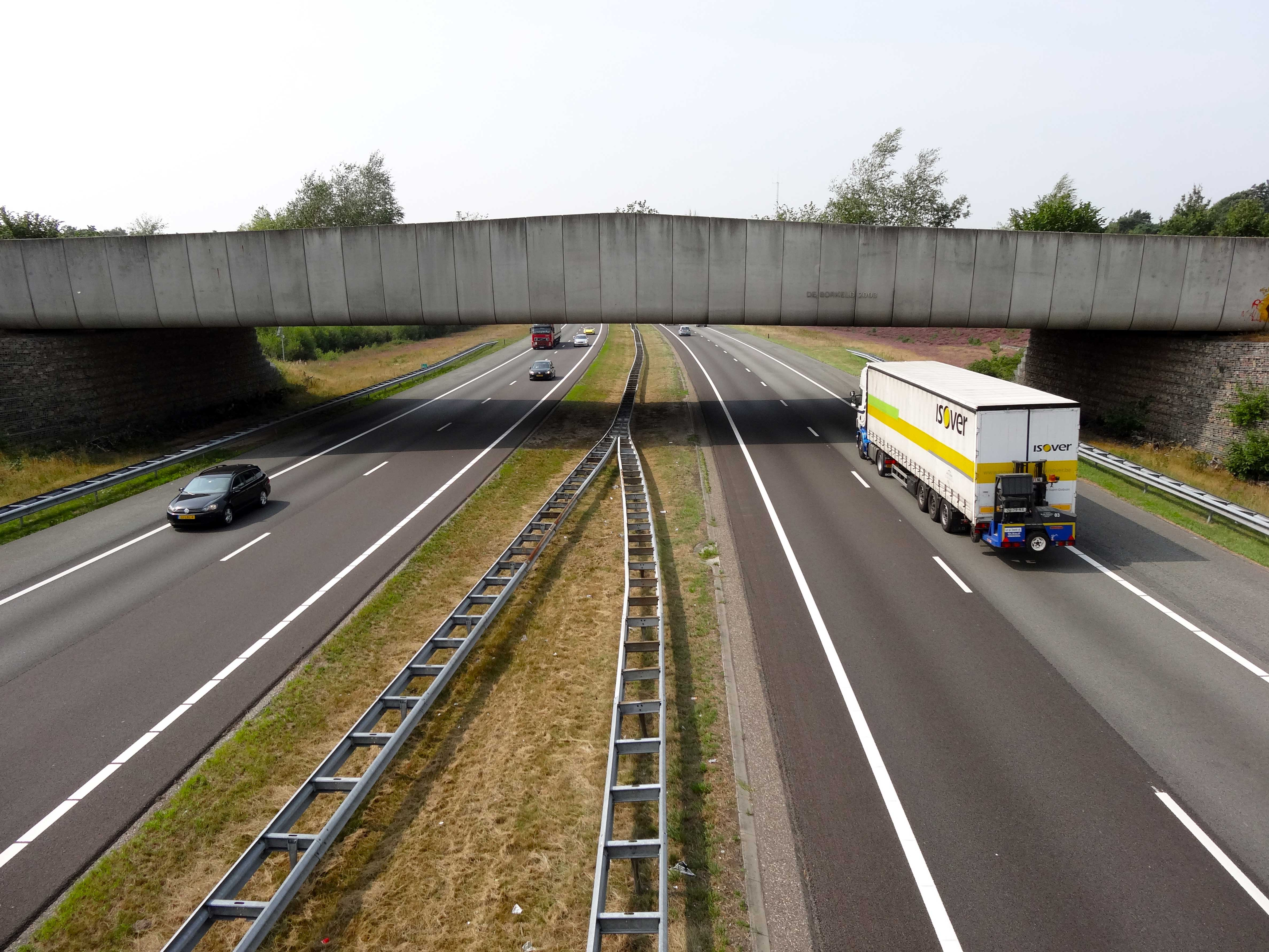
Snelweg A1 door natuurgebied de Borkeld
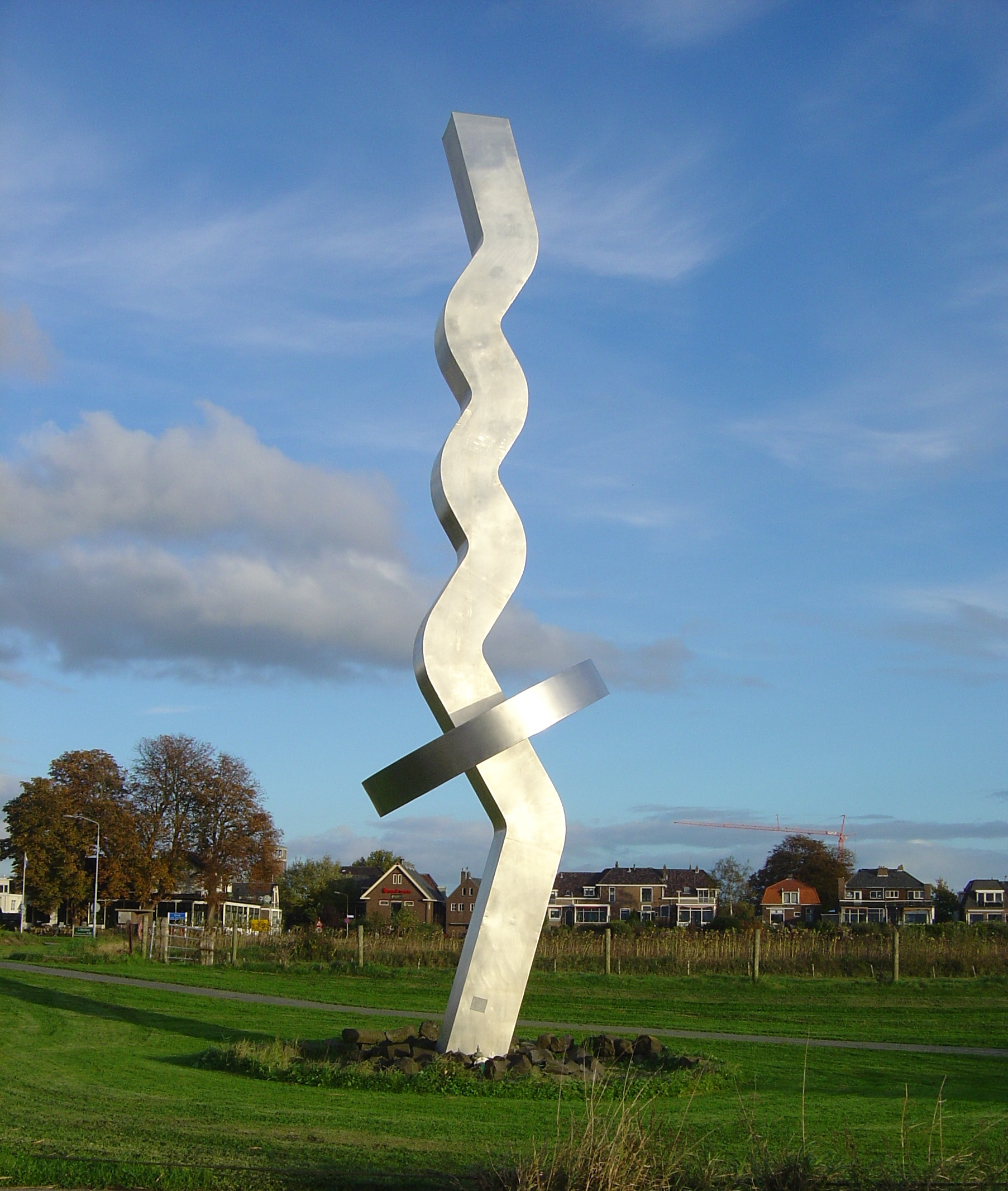
Baken van Overijssel te Olst